# Nayef Aguerd
Nayef Aguerd (født 30. marts 1996) er en marokkansk fodboldspiller, der spiller for den engelske klub West Ham.